# Eduardo Freitas
Eduardo Freitas (Cascais, 27 ottobre 1961) è un dirigente sportivo portoghese Nel 2022 è stato direttore di gara di Formula 1.

## Biografia
Nato a Cascais, Freitas durante l'adolescenza coltiva una passione per le moto tanto da divertirsi nei fine settimana a riparare dei motori a due tempi su delle piccole motociclette. Da lì in poi un suo amico lo invitò a fare la stessa cosa ma su dei motori a due tempi per i kart.

## Carriera

### Inizio carriera
Freitas iniziò la sua carriera negli sport motoristici quando un amico lo invitò a lavorare come meccanico di go-kart durante il Campionato del Mondo di Karting a Estoril nel 1979. Freitas salì poi di grado, passando da commissario di pista a direttore di gara nel karting.
Durante il suo lavoro come segretario di pista nel circuito di Estoril nel 2002, gli venne chiesto di dirigere per una stagione il campionato FIA GT ed ETCC, ruolo che mantenne fino alla fine del 2009.
Successivamente, la FIA promuove Freitas nel Campionato del Mondo FIA GT1 e, nel 2012, lo ha nominato direttore di gara nel Campionato Mondiale Endurance FIA.
Per più di 40 anni ha lavorato negli sport motoristici come meccanico, commissario di pista, segretario di pista, direttore di gara e direttore di gara per le monoposto, le auto da turismo e le gare di durata, in particolare come Direttore di Gara per la FIA WEC e la 24 Ore di Le Mans Series, ELMS - European Le Mans Series e Asian Le Mans Series da 20 anni.

### Formula 1
In Formula 1, Freitas ha lavorato al fianco di Michael Masi e del suo predecessore Charlie Whiting durante le conferenze della Federation Internationale de l'Automobile e alle riunioni dei direttori di gara all'interno dell'organo direttivo.
Al Gran Premio del Portogallo 2020, Freitas partecipa come membro della direzione gara.
Dopo la controversa conclusione del Gran Premio di Abu Dhabi 2021, i fan di Formula 1 hanno lanciato una petizione per nominare Freitas nuovo direttore di gara.
Il 17 febbraio 2022, la FIA rimosse Masi dalla carica di direttore di gara a seguito di un'analisi FIA degli eventi del Gran Premio di Abu Dhabi 2021. Freitas, insieme al suo omologo tedesco Niels Wittich vennero nominati direttori di gara, con Herbie Blash in qualità di consigliere senior permanente.
I due si sono alternati nei vari Gran Premi.